# Batalha de Trois-Rivières
A Batalha de Trois-Rivières foi travada em 8 de junho de 1776, durante a Guerra Revolucionária Americana. Um exército britânico sob o comando do governador de Quebec, Guy Carleton, derrotou uma tentativa de unidades do Exército Continental sob o comando do general de brigada William Thompson de impedir um avanço britânico no vale do rio São Lourenço. A batalha ocorreu como parte da invasão de Quebec pelos colonos americanos, que havia começado em setembro de 1775 com o objetivo de remover a província do domínio britânico.
A travessia do São Lourenço pelas tropas americanas foi observada pela milícia de Quebec, que alertou as tropas britânicas em Trois-Rivières. Um fazendeiro local liderou os americanos em um pântano, permitindo que os britânicos desembarcassem forças adicionais na vila e estabelecessem posições atrás do exército americano. Após uma breve troca entre uma linha britânica estabelecida e as tropas americanas emergindo do pântano, os americanos entraram em uma retirada um tanto desorganizada. Como algumas vias de retirada foram cortadas, os britânicos fizeram um número considerável de prisioneiros, incluindo o general Thompson e grande parte de sua equipe.
Esta foi a última batalha da guerra travada em solo de Quebec. Após a derrota, o restante das forças americanas, sob o comando de John Sullivan, recuou, primeiro para Forte Saint-Jean e depois para Forte Ticonderoga.